# Eupelmus cyaneus
Eupelmus cyaneus är en stekelart som först beskrevs av Edward S. Gourlay 1928.  Eupelmus cyaneus ingår i släktet Eupelmus och familjen hoppglanssteklar. Inga underarter finns listade i Catalogue of Life.